# Seyla Benhabib
Seyla Benhabib (ur. 9 września 1950 w Stambule) – amerykańsko-turecka filozofka, profesor nauk politycznych na Uniwersytecie Yale. Zajmuje się teorią krytyczną i filozofią feministyczną.

## Książki
- 1986: Critique, Norm and Utopia. A Study of the Normative Foundations of Critical Theory
- 1992: Situating the Self. Gender, Community and Postmodernism in Contemporary Ethics
- 1996: The Reluctant Modernism of Hannah Arendt
- 2002: The Claims of Culture. Equality and Diversity in the Global Era
- 2004: The Rights of Others. Aliens, Citizens and Residents (wyd. pol. S. Benhabib, Prawa Innych. Przybysze, rezydenci i obywatele, tłum. Michał Filipczuk, Krytyka Polityczna 2016)
- 2006: Another Cosmopolitanism: Hospitality, Sovereignty and Democratic Iterations
- 2011: Dignity in Adversity. Human Rights in Troubled Times[1]